# Municipio de Miami (condado de Logan)
El municipio de Miami (en inglés: Miami Township) es un municipio ubicado en el condado de Logan en el estado estadounidense de Ohio. En el año 2010 tenía una población de 2349 habitantes y una densidad poblacional de 39,24 personas por km².

## Geografía
El municipio de Miami se encuentra ubicado en las coordenadas 40°17′40″N 83°56′33″O / 40.29444, -83.94250. Según la Oficina del Censo de los Estados Unidos, el municipio tiene una superficie total de 59.86 km², de la cual 59.74 km² corresponden a tierra firme y (0.21%) 0.12 km² es agua.

## Demografía
Según el censo de 2010, había 2349 personas residiendo en el municipio de Miami. La densidad de población era de 39,24 hab./km². De los 2349 habitantes, el municipio de Miami estaba compuesto por el 97.32% blancos, el 0.64% eran afroamericanos, el 0.3% eran amerindios, el 0.17% eran asiáticos, el 0.09% eran isleños del Pacífico, el 0.21% eran de otras razas y el 1.28% pertenecían a dos o más razas. Del total de la población el 0.43% eran hispanos o latinos de cualquier raza.